# メガベスト
メガベストは、2008年12月10日にアップフロントワークス（zetimaレーベル / hachamaレーベル）から発売されたハロー!プロジェクトのベストアルバムシリーズ。

## 概要
ハロー!プロジェクトが2008年で10周年を迎える事を記念して、所属する（所属した）グループ・ユニット・ソロアーティストが同年12月10日に一斉発売されたベスト・アルバムである。すべてCDとDVDの2枚組になっている。
全8タイトル購入特典として、もれなく「Hello! Project 10th Anniversary DATA BOOK 2009」が応募者全員にプレゼントされた（当初は2009年4月上旬に発送する予定だったが、編集作業に大幅な時間が必要になった事から、同年12月に発送した。）。なお、この本にもメガベストの内容が掲載されている。
テレビでの宣伝CMも流されたが、安倍なつみについては単独でのCMも流された。

## 収録曲
太文字は該当アルバムのみ収録の楽曲、またはバージョン。CDの（★）印はテレビCMで流された曲。

### 太陽とシスコムーン/T&Cボンバー
「太陽とシスコムーン／T&Cボンバー メガベスト」
CD
1. 月と太陽／太陽とシスコムーン
2. ガタメキラ／太陽とシスコムーン（★）
3. 宇宙でLa Ta Ta／太陽とシスコムーン
4. Everyday Everywhere／太陽とシスコムーン
5. Magic of Love／太陽とシスコムーン
6. 丸い太陽 -winter ver.-／太陽とシスコムーン
7. DON'T STOP 恋愛中／T&Cボンバー
8. HEY! 真昼の蜃気楼／T&Cボンバー
9. Get on my Love／太陽とシスコムーン
10. Versus／太陽とシスコムーン
11. ENDLESS LOVE〜I Love You More〜／太陽とシスコムーン
12. YES!しあわせ／T&Cボンバー
13. ズルい女 (Unreleased Studio Recording Ver.)／太陽とシスコムーン

DVD
1. 月と太陽／太陽とシスコムーン
2. ガタメキラ／太陽とシスコムーン
3. 宇宙でLa Ta Ta／太陽とシスコムーン
4. Everyday Everywhere／太陽とシスコムーン
5. Magic of Love／太陽とシスコムーン
6. 丸い太陽 -winter ver.-／太陽とシスコムーン
7. DON'T STOP 恋愛中／T&Cボンバー
8. HEY! 真昼の蜃気楼／T&Cボンバー
9. 月と太陽／太陽とシスコムーン Hello! Project '99 at YOKOHAMA ARENA
10. 宇宙でLa Ta Ta／太陽とシスコムーン Hello! Project '99 at YOKOHAMA ARENA
11. Everyday Everywhere／太陽とシスコムーン Hello! Project '99 at YOKOHAMA ARENA
12. HEY! 真昼の蜃気楼／T&Cボンバー Hello! Project 2000 〜集まれ! サマーパーティー〜
13. ズルい女（T&Cボンバー Ver.） CONCERT TOUR 2000 YO! YO! Taiyo-La! むうんさんのダンス天国

- このアルバムには、ブックレットの巻頭にメンバーからのメッセージが掲載されている。また、このアルバムの発売を契機にRuRuを除く3人で再活動し、ユニットが解散した日の9年後に当たる、2009年10月9日に行われたコンサート『Last & New Decade』を持って再活動を終了した。

### シャッフルユニット
「ハロー!プロジェクト シャッフルユニット メガベスト」
CD
1. 黄色いお空でBOOM BOOM BOOM／黄色5
2. 青いスポーツカーの男／青色7
3. 赤い日記帳／あか組4
4. チュッ! 夏パ〜ティ／三人祭
5. サマーれげぇ!レインボー／7人祭
6. ダンシング! 夏祭り／10人祭
7. 幸せビーム!好き好きビーム!／ハッピー♥7
8. 幸せですか?／セクシー8（★）
9. 幸せきょうりゅう音頭／おどる♥11
10. 壊れない愛がほしいの／7AIR
11. GET UP!ラッパー／SALT5
12. BE ALL RIGHT!／11WATER
13. オンナ、哀しい、オトナ／セクシーオトナジャン
14. 印象派 ルノアールのように／エレジーズ
15. 人知れず 胸を奏でる 夜の秋／プリプリピンク

DVD
1. 黄色いお空でBOOM BOOM BOOM／黄色5
2. 青いスポーツカーの男／青色7
3. 赤い日記帳／あか組4
4. チュッ!夏パ〜ティ／三人祭
5. サマーれげぇ!レインボー／7人祭
6. ダンシング!夏祭り／10人祭
7. 幸せビーム!好き好きビーム!／ハッピー♥7
8. 幸せですか?／セクシー8
9. 幸せきょうりゅう音頭／おどる♥11
10. 壊れない愛がほしいの／7AIR
11. GET UP!ラッパー／SALT5
12. BE ALL RIGHT!／11WATER
13. オンナ、哀しい、オトナ／セクシーオトナジャン
14. 印象派 ルノアールのように／エレジーズ
15. 人知れず 胸を奏でる 夜の秋／プリプリピンク

### スペシャルユニット
「ハロー!プロジェクト スペシャルユニット メガベスト」
CD
1. モーニング娘。シングルメドレー 〜ハワイアン〜／高木ブーとモーニング娘。・ココナッツ娘。・藤本美貴・石井リカ
2. SHALL WE LOVE?／ごまっとう
3. 母と娘のデュエットソング／おけいさんと安倍なつみ（モーニング娘。）
4. 行くZYX! FLY HIGH／ZYX
5. SEXY NIGHT 〜忘れられない彼〜／ROMANS
6. FIRST KISS／あぁ!
7. 恋愛戦隊シツレンジャー／後浦なつみ
8. ALL FOR ONE & ONE FOR ALL!／H.P.オールスターズ（★）
9. HELP!!〜エコモニ。の熱っちぃ地球を冷ますんだっ。／エコモニ。
10. 好きすぎて バカみたい／DEF.DIVA
11. Thanks!／GAM
12. みんなの木／ともいき・木を植えたい
13. 僕らが生きる MY ASIA／モーニング娘。誕生10年記念隊
14. 勝利のBIG WAVE!!!／アテナ&ロビケロッツ
15. 16歳の恋なんて／安倍なつみ&矢島舞美（℃-ute）
16. C\C (シンデレラ\コンプレックス)／High-King

DVD
1. モーニング娘。シングルメドレー 〜ハワイアン〜／高木ブーとモーニング娘。・ココナッツ娘。・藤本美貴・石井リカ
2. SHALL WE LOVE?／ごまっとう
3. 母と娘のデュエットソング／おけいさんと安倍なつみ（モーニング娘。）
4. 行くZYX! FLY HIGH／ZYX
5. SEXY NIGHT 〜忘れられない彼〜／ROMANS
6. FIRST KISS／あぁ!
7. 恋愛戦隊シツレンジャー／後浦なつみ
8. ALL FOR ONE & ONE FOR ALL!／H.P.オールスターズ
9. HELP!!〜エコモニ。の熱っちぃ地球を冷ますんだっ。〜／エコモニ。
10. 好きすぎて バカみたい／DEF.DIVA
11. Thanks!／GAM
12. みんなの木／ともいき・木を植えたい
13. 僕らが生きる MY ASIA／モーニング娘。誕生10年記念隊
14. 勝利のBIG WAVE!!!／アテナ&ロビケロッツ
15. 16歳の恋なんて／安倍なつみ&矢島舞美（℃-ute）
16. C\C (シンデレラ\コンプレックス)／High-King

### 中澤裕子
「中澤裕子 メガベスト」『Legend』
CD
1. カラスの女房
2. お台場ムーンライトセレナーデ
3. 純情行進曲
4. 上海の風
5. 悔し涙 ぽろり
6. 二人暮し
7. 東京美人
8. GET ALONG WITH YOU（★）
9. 元気のない日の子守唄
10. 長良川の晴れ
11. DO MY BEST
12. うらら
13. だんな様

DVD
1. カラスの女房
2. お台場ムーンライトセレナーデ
3. 純情行進曲
4. 上海の風
5. 悔し涙 ぽろり
6. 二人暮し
7. 東京美人
8. GET ALONG WITH YOU
9. 元気のない日の子守唄
10. 長良川の晴れ
11. DO MY BEST
12. うらら
13. だんな様
14. カラスの女房（「Hello! FIRST LIVE AT SHIBUYA KOHKAIDO」より）
15. 恋の記憶（「モーニング娘。ライブレボリューション21 春〜大阪城ホール最終日〜」より）

### タンポポ／プッチモニ
「タンポポ／プッチモニ メガベスト」
CD
1. ラストキッス／タンポポ
2. Motto／タンポポ
3. たんぽぽ(Single Version)／タンポポ（★）
4. 聖なる鐘がひびく夜／タンポポ
5. 乙女 パスタに感動／タンポポ
6. 恋をしちゃいました!／タンポポ
7. 王子様と雪の夜／タンポポ
8. BE HAPPY 恋のやじろべえ／タンポポ
9. ちょこっとLOVE／プッチモニ
10. 青春時代1.2.3!／プッチモニ
11. BABY! 恋にKNOCK OUT!／プッチモニ
12. ぴったりしたいX'mas!／プッチモニ
13. WOW WOW WOW／プッチモニ

DVD
1. ラストキッス／タンポポ
2. Motto／タンポポ
3. たんぽぽ(Single Version)／タンポポ
4. 聖なる鐘がひびく夜／タンポポ
5. 乙女 パスタに感動／タンポポ
6. 恋をしちゃいました!／タンポポ
7. 王子様と雪の夜／タンポポ
8. BE HAPPY 恋のやじろべえ／タンポポ
9. ちょこっとLOVE／プッチモニ
10. 青春時代1.2.3!／プッチモニ
11. BABY! 恋にKNOCK OUT!／プッチモニ
12. ぴったりしたいX'mas!／プッチモニ
13. WOW WOW WOW (Live Ver.)／プッチモニ

### カントリー娘。
「カントリー娘。 メガベスト」
CD
1. 二人の北海道／カントリー娘。
2. 雪景色／カントリー娘。
3. 北海道シャララ／カントリー娘。
4. 恋がステキな季節／カントリー娘。（★）
5. 初めてのハッピーバースディ!／カントリー娘。に石川梨華（モーニング娘。）
6. 恋人は心の応援団／カントリ－娘。に石川梨華（モーニング娘。）
7. 色っぽい女 〜SEXY BABY〜／カントリ－娘。に石川梨華（モーニング娘。）
8. BYE BYE 最後の夜／カントリ－娘。に石川梨華（モーニング娘。）
9. 新しい恋の初デート／カントリ－娘。に石川梨華（モーニング娘。）
10. 浮気なハニーパイ／カントリー娘。に紺野と藤本（モーニング娘。）
11. 先輩 〜LOVE AGAIN〜／カントリ－娘。に紺野と藤本（モーニング娘。）
12. シャイニング 愛しき貴方／カントリー娘。に紺野と藤本（モーニング娘。）
13. 革命チックKISS／カントリー娘。
14. オヤジの心に灯った小さな火〜デュエットバージョン〜／里田まい with 藤岡藤巻

DVD
1. 北海道シャララ／カントリー娘。
2. 恋がステキな季節／カントリー娘。
3. 初めてのハッピーバースディ!／カントリー娘。に石川梨華（モーニング娘。）
4. 恋人は心の応援団／カントリ－娘。に石川梨華（モーニング娘。）
5. 色っぽい女〜SEXY BABY〜／カントリ－娘。に石川梨華（モーニング娘。）
6. BYE BYE 最後の夜／カントリ－娘。に石川梨華（モーニング娘。）
7. 浮気なハニーパイ／カントリー娘。に紺野と藤本（モーニング娘。）
8. 先輩 〜LOVE AGAIN〜／カントリ－娘。に紺野と藤本（モーニング娘。）
9. シャイニング 愛しき貴方／カントリー娘。に紺野と藤本（モーニング娘。）
10. 革命チックKISS／カントリー娘。
11. オヤジの心に灯った小さな火〜デュエットバージョン〜／里田まい with 藤岡藤巻
12. 北海道シャララ／カントリー娘。モーニング娘。ライブ初の武道館〜ダンシング ラブ サイト 2000 春〜バージョン

### メロン記念日
「メロン記念日 メガベスト」『MEGA MELON』
CD
1. 甘いあなたの味
2. 告白記念日
3. 電話待っています
4. This is 運命
5. さぁ!恋人になろう
6. 夏の夜はデインジャー!
7. 香水
8. 赤いフリージア
9. チャンス of LOVE
10. MI DA RA 摩天楼
11. かわいい彼（★）
12. 涙の太陽
13. シャンパンの恋
14. 肉体は正直なEROS
15. アンフォゲッタブル
16. お願い魅惑のターゲット ～マンゴープリン Mix～
17. カリスマ・綺麗
18. GIVE ME UP

DVD
1. 甘いあなたの味
2. 告白記念日
3. 電話待っています
4. This is 運命
5. さぁ! 恋人になろう
6. 夏の夜はデインジャー!
7. 香水
8. 赤いフリージア
9. チャンス of LOVE
10. MI DA RA 摩天楼
11. かわいい彼
12. 涙の太陽
13. シャンパンの恋
14. 肉体は正直なEROS
15. アンフォゲッタブル
16. お願い魅惑のターゲット (Live Ver.)
17. カリスマ・綺麗
18. お願い魅惑のターゲット（四次元ジャック!! Live Ver.）
19. GIVE ME UP（四次元ジャック!! Live Ver.）

### 安倍なつみ
「安倍なつみ メガベスト」『安倍なつみ 〜Best Selection〜 15色の似顔絵たち』
CD
（☆）…単独CMで流された曲。
1. 微風（そよかぜ）
2. 25 〜ヴァンサンク〜 (27 Version.)（☆）
3. あなたに会えたなら（☆）
4. 息を重ねましょう（★☆） - 明記はないもののシングル版とは別音源
5. Too far away 〜女のこころ〜
6. 甘すぎた果実
7. ザ・ストレス
8. スイートホリック
9. たからもの／千
10. 恋の花
11. 夢ならば
12. 恋のテレフォン GOAL
13. だって 生きてかなくちゃ
14. 22歳の私
15. 鳴り止まない タンバリン

DVD
1. 22歳の私
2. だって 生きてかなくちゃ
3. 恋のテレフォンGOAL
4. 夢ならば
5. 恋の花
6. スイートホリック
7. ザ・ストレス
8. 甘すぎた果実
9. Too far away 〜女のこころ〜
10. 息を重ねましょう
11. Too far away 〜女のこころ〜 (White Close-up Ver.)
12. 25 〜ヴァンサンク〜（2007.4.29 コンサートツアー2007 春 25 〜ヴァンサンク〜より）
13. たからもの（2008.8.10 Birthday Special Concert より）
14. アルバムジャケット撮影メイキング映像（特典映像）